# Charoen Wattanasin
Charoen Wattanasin (Tailandés: เจริญ วรรธนะสิน) (nacido en 1937) fue un jugador de bádminton de Tailandia quién ganó campeonatos internacionales en los años 1950s y principios de los 1960s. 

## Biografía
Entre 1958 y 1962, Charoen Wattanasin ganó los campeonatos abiertos de singles en Malasia, Irlanda, Escocia, Noruega, y Francia. En la rama de dobles, obtuvo los campeonatos abiertos de Malasia, Escocia, Holanda, y el US Open.
Charoen Wattanasin perdió la final de singles del All-England en 1960 y 1962 contra el formidable Erland Kops.
Wattanasin representó a Tailandia en la Thomas Cup en 1958 y 1964.
En 2000, Charoen Wattanasin fue inducido al Salón Mundial de la Fama del Bádminton.

## Vida personal
Charoen Wattanasin es padre de dos cantantes tailandeses famosos: Jirayut Wattanasin y Jetrin Wattanasin.